# Jenny Frost
Jennifer Frost (Wallasey, 22 de fevereiro de 1978), também conhecida por  Jenny Frost, é uma cantora, dançarina, modelo e apresentadora inglesa, que foi uma das integrantes das bandas Precious e Atomic Kitten de 2001 até quando se separaram em 2004. Frost retornou com o grupo em 2005, 2006 e 2008 para aparições ocasionais, mas optou por não retornar quando o grupo foi convidado a estrelar o The Big Reunion na ITV2 em 2012. A integrante original Kerry Katona foi convidada para retonar em seu lugar.

## Kitten´s e Precious
Frost começou sua carreira musical em 1998, como uma das integrantes do grupo Precious, que se tornou famoso por ganhar o direito de representar o Reino Unido no Eurovision Song Contest em 1999, com a canção "Say It Again". Elas Ganharam em terceiro lugar, mas o temperamento difícil das demais integrantes, e a falta de sucesso do grupo, fez com que o conjunto chegasse ao fim em 2000; Em seguida, Frost foi convidada a substituir Kerry Katona no Atomic Kitten, um grupo de garotas fundado pelo músico da OMD Andy McCluskey, em 2001. Após o lançamento de seu terceiro álbum de estúdio, o grupo veio a se separar em 2004, embora tenha feito breves retornos, um ano mais tarde em 2005 e novamente em 2008. Em 4 de março de 2012 foi confirmado que Atomic Kitten iria retornar, mas foi confirmado mais tarde que Frost, Não participaria do retorno do grupo e seria substituída por Kerry Katona. Porém Natasha Hamilton desde então confirmou que Frost seria bem-vinda caso ela quisesse se juntar ao grupo no futuro.

## Solo
Após a pausa no Atomic Kitten, Frost investiu em uma carreira solo, lançado seu primeiro single "Crash Landing" em 10 de outubro de 2005, que não conseguiu alcançar o Top 40. Frost gravou a canção em parceria com a Route 1, o vídeo para a canção apresenta Jenny em uma nave espacial e um cenário rosa futurista.
Em fevereiro de 2009, Jenny afirmou que ela não queria continuar seu trabalho na música como artista solo e ela só iria querer ficar na indústria da música se fosse como uma integrante do Atomic Kitten.

## Aparições
Ela apareceu na edição de 2005 I´m Celebity!...Get Out Of Here! sobre a rede ITV. Frost também faz parte da Premier Maxin e fez vários fotos, por exemplo, sendo a capa da Playboy's underwear.

## Vida pessoal
Frost nasceu em Wallasey, Merseyside, ela adorava música desde os dois anos de idade. Suas primeiras experiências em um concerto foi quando seu pai levou-a para um nível 42 um musical com apenas com nove anos. Esporte e dança é o que Frost mais gosta, no entanto modelagem foi seu sonho. Após terminar a high escola ela começou a trabalhar para a BBC Television fazendo um programa de férias e viajando ao redor do mundo.
Frost se tornou noiva de DJ Dominic Thrupp em 2002 com planos para se casar. Em setembro de 2007, Frost confirmou no programa de televisão, Loose Women, que ela estava esperando um menino. Seu filho, Caspar J. Thrupp nasceu em 9 de outubro de 2007. Em agosto de 2010, Frost confirmou que se separou de Thrupp.
O pai de Frost vive na Espanha, e em agosto de 2011 casou-se com o proprietário espanhol Vicente Juan Spiteri em Ibiza, em um vestido de Elie Saab. E em 20 de janeiro de 2013 deu a luz aos os gêmeos Blake e Nico.

## Discografia
Com Atomic Kitten

### Álbuns de estúdio
- Feels So Good (2002)
- Ladies Night (2003)